# La Montoya
La Montoya är en ort i kommunen Lerma i delstaten Mexiko i Mexiko. Samhället hade 770 invånare vid folkräkningen år 2020.